# Johan Nordman
Johan Bertilsson Nordman, född 1643 i Norrköping, död 19 januari 1698 i Nyköping, var en svensk borgmästare.

## Biografi
Nordman föddes 1643 och döptes 10 juni samma år i Norrköping. Han var son till stadsuppbördsman eller byfogden Bertil Andersson och hustrun Ingeborg i Norrköping. Nordman blev 1664 student vid Uppsala universitet och var från 1669 kronobefallningsman i Linköpings fögderi. Han var från 1682 borgmästare i Linköpings rådhusrätt och räntmästare i Linköping. Nordman blev 1687 postinspektor och mantalskommissarie. Han avled 1698 i Nyköping under en resa från Stockholm och begravdes 3 mars samma år i Linköpings domkyrka.

### Familj
Nordman gifte sig i Norrköping 8 mars 1668 med Catharina Thöle. Hon var dotter till bagaren och kämnären i Zacharias Thöle i Nyköping. Catharina Thöle var änka efter fältskäraren Henrik von Mellen i Nyköping. Nordman och Thöle fick tillsammans sonen hovauditören Anders Ehrenfelt (1674–1741).